# Alfredas Pekeliūnas
Alfredas Pekeliūnas (* 9. März 1948 in Rokiškis) ist ein litauischer Agrarunternehmer und Politiker, Mitglied  des Seimas, Parlamentsvizepräsident  (2004–2008).

## Werdegang
Nach dem Abitur 1966 an der 1. Mittelschule Šilutė absolvierte er 1970 das Diplomstudium an der Lietuvos veterinarijos akademija und wurde Zootechniker. 1975 promovierte er zum Thema „Wissenschaftliche Organisation der Arbeit in großen Milchviehbetrieben“ (lit. Darbo mokslinis organizavimas stambiose karvių fermose). 1989 absolvierte er Sozialpsychologie an der Parteihochschule der KPdSU in Leningrad und  1999 das Studium an Kauno tarptautinė aukštoji vadybos mokykla.
Von 1970 bis 1971 leistete er den Sowjetarmeedienst in Baranawitschy im Westen von Belarus. Von 1979 bis 2000 leitete er „Krekenavos agrofirma“ als Generaldirektor. Von 2000 bis 2004 war er Bürgermeister der Rajongemeinde Panevėžys, von 2004 bis 2008 Mitglied des Seimas.
Er ist Gründer und ab 2000  Verbandspräsident der Litauischen Schweineerzeugergemeinschaft.

## Quelle
1. ↑  2008 m. Lietuvos Respublikos Seimo rinkimai - Lietuvos valstiečių liaudininkų sąjunga - Iškelti kandidatai. Archiviert vom Original am 4. Oktober 2013; abgerufen am 28. Juni 2018 (litauisch).

| Personendaten    | Personendaten                                       |
| ---------------- | --------------------------------------------------- |
| NAME             | Pekeliūnas, Alfredas                                |
| KURZBESCHREIBUNG | litauischer Agrarunternehmer und Politiker (Seimas) |
| GEBURTSDATUM     | 9. März 1948                                        |
| GEBURTSORT       | Rokiškis, Litauische SSR                            |